# Четири јахача апокалипсе (филм из 1921)
Четири јахача апокалипсе (енгл. The Four Horsemen of the Apocalypse) је амерички неми филм из 1921, адаптација истоименог романа. Овај филм је донео светску славу Рудолфу Валентину, тада мало познатом глумцу. Четири јахача апокалипсе је шести комерцијално најуспешнији неми филм свих времена, и први 1921. године.

## Улоге[2]
- Рудолф Валентино – Хулио